# Bianca A. Santos
Bianca Alexa Santos (Santa Mônica, 26 de julho de 1990) é uma atriz brasilo-estadunidense . É mais conhecida pela sua personagem Lexi Rivera na série da ABC Family The Fosters, pelo seu papel como Lucy Velez na série da MTV Happyland, e por estrelar o filme The Duff como Casey Cordero.

## Biografia
Bianca nasceu na cidade da Santa Mônica, Califórnia. Ela tem ascendência cubana e brasileira. Santos também fala espanhol e português fluentemente. Santos cursou a Universidade Luterana da Califórnia (California Lutheran University), com especialização em psicologia e sociologia. Pouco depois de se formar, ela se mudou de volta para casa com seus pais e fez aulas de atuação.

## Carreira
Em 13 de maio de 2013, foi anunciado que Bianca A. Santos tinha entrado no elenco da nova série de televisão chamada "The Fosters".
Em 2014, a Bianca Santos co-estrelou no filme de terror "Ouija", ao lado de Shelley Hennig e outros. Também em 2014, Santos também atuou como a personagem Lucy Velez na série de televisão chamada "Happyland", original da MTV.
Em 2019, faz uma participação especial como um papel secundário da 2ª temporada da série de televisão "Legacies", da rede The CW, onde interpreta "Maya".

## Filmografia
| Ano     | Título      | Papel       | Notas                                             |
| ------- | ----------- | ----------- | ------------------------------------------------- |
| 2013-14 | The Fosters | Lexi Rivera | Papel recorrente; 11 episódios (1ª temporada)     |
| 2014    | Happyland   | Lucy Velez  | Protagonista; 8 episódios                         |
| 2019    | Legacies    | Maya        | Personagem secundário; 4 episódios (2ª temporada) |

| Ano  | Título                           | Papel         | Notas          |
| ---- | -------------------------------- | ------------- | -------------- |
| 2013 | Brodowski & Company              | Anna          | Filme de TV    |
| 2013 | Bitter Strippers                 | Nellie        | Curta-metragem |
| 2013 | Channing                         | Cindy         | Filme de TV    |
| 2014 | Ouija                            | Isabelle      |                |
| 2015 | The Duff                         | Casey Cordero |                |
| 2015 | Wild for the Night               | Olivia        | Pós-produção   |
| 2016 | Priceless: She's Worth The Fight | Antonia       | Filme          |
| 2017 | SPF-18                           | Camila        | Filme          |